# 世界を救った男
『世界を救った男』（せかいをすくったおとこ、Dünyayı Kurtaran Adam）は、1982年のトルコのSFアクションアドベンチャー映画。セティン・イナンクが監督を務めた。この映画は批評家に酷評され、しばしば史上最悪の映画の1つと見なされている。「トルコのスターウォーズ」としても知られており、スター・ウォーズや他のSF映画の映像や音楽、効果音を許可なく使用している。

## ストーリー
宇宙船が戦闘の後、砂漠の異星人の惑星に墜落したムラットとアリの冒険を描いており、『スター・ウォーズ』の映像やソ連とアメリカのロケット発射のニュース映像が使用された。砂漠をハイキングしていた彼らは、この星には女性しか住んでいないのではと推測する。アリは魅力的な女性に使う狼の口笛を吹く。しかし、間違った笛を吹いてしまったため、馬に乗った骸骨に襲われ、白兵戦で倒してしまう。

## キャスト
- キュネット・アーキン - ムラト
- アイテキン・アカヤ - アリ
- ネクラ・フィデ - 女王
- フセイン・ペイダ - ビルギン
- ヒクメット・タスデミール - ウィザード
- フスン・ウカル
- ソンメス・イキルマズ - ロボット 生き物